# Sufflamen fraenatum
Sufflamen fraenatum is een  straalvinnige vissensoort uit de familie van trekkervissen (Balistidae). De wetenschappelijke naam van de soort is voor het eerst geldig gepubliceerd in 1804 door Latreille.
De soort staat op de Rode Lijst van de IUCN als niet bedreigd, beoordelingsjaar 2009.